# Beta Scuti
Beta Scuti (β Scuti, förkortad Beta Sct, β Sct), som är stjärnans Bayer-beteckning, är en dubbelstjärna i nordöstra delen av stjärnbilden Skölden. Den har en skenbar magnitud av 4,22 och är synlig för blotta ögat där ljusföroreningar ej förekommer. Baserat på parallaxmätning inom Hipparcosuppdraget på ca 3,6 mas, beräknas den befinna sig på ett avstånd av ca 900 ljusår (280 parsek) från solen. Stjärnan var ursprungligen en del av stjärnbilden Örnen, där med beteckning 6 Aquilae.

## Egenskaper
Primärstjärnan Beta Scuti A är en gul ljusstark jättestjärna av spektralklass G4 IIa. Den har en radie som är ca 54 gånger solens radie och avger ca 1 270 gånger mer energi än solen från dess fotosfär vid en effektiv temperatur på ca 4 600 K.
Beta Scuti A är ett spektroskopisk dubbelstjärna med en omloppsperiod på 2,3 år och excentricitet runt 0,35. Följeslagaren är ca 3,3 magnituder svagare än primärstjärnan och har ansatts spektraltyp B9 baserat på ett flöde av låg ultraviolett strålning. Med en bana och en parallax kan summan av massorna för de två stjärnorna bestämmas via en dynamisk parallax. Detta kan så småningom ge en exakt massa för den utvecklade jättestjärnan.